# Washington County, Wisconsin
Washington County är ett administrativt område i den sydöstra delen av delstaten Wisconsin, USA. Den administrativa huvudorten (county seat) är West Bend, som är den största staden i countyt och är belägen ca 50 km nordväst Wisconsins största stad Milwaukee. Countyt fick sitt namn efter George Washington, USA:s förste president.

## Geografi
Enligt United States Census Bureau har countyt en total area på 1 129 km². 1 116 km² av den arean är land och 13 km² är vatten.

### Angränsande countyn
- Fond du Lac County - nordväst
- Sheboygan County - nordost
- Ozaukee County - öst
- Milwaukee County - sydost
- Waukesha County - syd
- Dodge County - väst

### Större orter
- Germantown med 18 000 invånare
- Hartford – 11 000
- Richfield – 10 500
- West Bend – 28 000